# Зеландский мост
Зела́ндский мост (нидерл. Zeelandbrug) — автомобильно-велосипедный мост в провинции Зеландия (Нидерланды). Соединяет острова-общины Норд-Бевеланд и Схаувен-Дёйвеланд. Проложен над бывшим эстуарием реки Шельда — Восточной Шельдой. Имея длину 5022 метра, был самым длинными мостом в Европе с 1965 по 1972 год, пока в Швеции не был открыт Эландский мост длиной 6070 метров. По состоянию на 2016 год Зеландский мост занимает 113-е место в списке самых длинных мостов мира. Самый длинный мост страны с 1965 года по настоящее время.
Зеландский мост состоит из 50 пролётов (48 по 95 метров и 2 по 72,5 метров), плюс 40-метровый раскрывающийся участок для прохода судов. Ширина моста на разных участках составляет от 8 до 10 метров, организовано движение по одной автомобильной и одной велосипедной полосе в каждую сторону. Общая высота конструкции составляет 16 метров, высота свода над водой — 13 метров. Застройщиком выступила компания Van Hattum en Blankevoort, строительство велось с 1963 по 1965 год, открытие моста состоялось 15 декабря 1965 года (в связи с этим днём ранее навсегда было прекращено паромное сообщение между островами Норд-Бевеланд и Схаувен-Дёйвеланд, существовавшее с 1912 года), на церемонии присутствовала королева страны Юлиана. Своё нынешнее название мост официально получил 13 апреля 1967 года. С целью окупить затраченные на строительство средства, проезд по мосту был платным с 1965 по 1989 год.
9 мая 1974 года в мост врезался плавучий кран (англ. floating sheerleg), в результате чего на девять дней мост был закрыт как для автомобильно-велосипедного движения, так и для прохода судов под ним. На ремонт моста было истрачено около трёх миллионов гульденов (около 1 360 000 евро в ценах 2016 года).
15 декабря 2015 года, в свой 50-й «день рождения», Зеландский мост был признан национальным памятником.
- Вид издалека
- Вид сквозь арки
- На мосту
- Мост разведён